# Unbelievable (EMF)
Unbelievable è un brano musicale scritto e registrato dagli EMF. Il singolo arrivò alla vetta della Billboard Hot 100 il 20 luglio 1991, raggiungendo inoltre le vette di numerose classifiche in tutto il mondo. 
In seguito il successo ottenuto con Unbelievable non si ripeterà per i lavori successivi degli EMF, che verranno ricordati nel 2006 da VH1 come uno dei 100 casi più clamorosi di one-hit wonder.

## Tracce
1. Unbelievable – 3:30
2. EMF (Live at The Bilson) – 3:53

## Classifiche
| Classifica (1991)      | Posizione più alta |
| ---------------------- | ------------------ |
| Svizzera               | 3                  |
| Austria                | 20                 |
| Svezia                 | 9                  |
| Norvegia               | 8                  |
| Australia              | 8                  |
| UK                     | 3                  |
| U.S. Billboard Hot 100 | 1                  |

## Cover
Numerose sono le cover del brano, fra cui quelle di Tom Jones e degli Anal Cunt. "Weird Al" Yankovic, invece, ne ha registrato una parodia. Gli stessi EMF ne interpretarono una versione intitolata Crumbelievable per uno spot televisivo della Kraft.